# Claire Kelly Schultz
Claire Kelly Schultz (17 de noviembre de 1924 - 28 de mayo de 2015) fue una informática, documentalista e informatóloga  estadounidense. Su aportación en el campo de la Información y Documentación científica se debe a las distintas implementaciones que hizo en el modelo booleano de recuperación de información.
Como documentalista, fue reconocida por su trabajo en la construcción de tesauro y sistemas de indexación automática asistida por máquinas, con técnicas innovadoras para la recuperación de información mediante tarjetas perforadas
Trabajó como bibliotecaria en la empresa química Merck, Sharp y Dohme, desarrolló un sistema que funcionaba con tarjetas y que empleaba la lógica booleana para la recuperación de información.
Ha sido considerada como una "transición gracias al uso de esas tarjetas hacia el uso de los ordenadores en la recuperación de información".

## Biografía
Claire Schultz nació en Etters, Pensilvania (EE. UU.) y se graduó en biología y química en Juniata College en 1944. Trabajó como asistente en el Instituto Wistar de Anatomía y Biología (1946-1948). 
Cambia de carrera profesional, siendo contratada como bibliotecaria en la empresa farmacéutica Merck, Sharp & Dome en 1949 hasta 1957, dentro del sistema de recuperación de información biosanitaria automatizado. En 1952, se diploma en biblioteconomía por la Universidad Drexel. Allí empleó el sistema de indización por descriptores Zatocoding que creó Calvin Mooers con fichas perforadas de su empresa Zator. En 1950, vuelve a innovar utilizando el sistema de fichas perforadas Redmington Rand para búsquedas en información química; y en 1951 utiliza el sistema IBM de búsqueda booleana, siendo la primera institución que lo emplea.
Continuó desarrollando estos sistemas automatizados en distintos centros, entre ellos, el sistema de información ASTIA de las Fuerzas Armadas Estadounidenses o el sistema MEDLINE de la National Library of Medicine.
Fue presidenta del Instituto Americano de Documentación (embrión de la American Society of Information Science) en 1962, en donde organizó un seminario para analizar el estado en que se encontraban los sistemas de recuperación de información. Este seminario fue el germen de la revista científica Annual Review of Information Science and Technology (ARIST) que tendría como primer editor a Carlos Cuadra.
Schultz, en el campo de la indización, investigó en el tratamiento documental de la información biosanitaria y creó el primer tesauro en Ciencia de la Información.
También trabajó en el mundo universitario, tanto en la Universidad Drexel como en la Universidad de Pensilvania, tanto como profesora de Documentación, como directora de la biblioteca de la facultad de Medicina. Se jubiló en 1980.
Claire Schultz fue galardonada con el Premio ASIST al Mérito Académico en 1980. Donó todo su material bibliográfico al Instituto Charles Babbage de la Universidad de Minnesota.
Falleció en Line Lexington, Pensilvania a causa del Alzheimer

## Premios
- Premio al mérito del ASIS, Asociación por la Ciencia y la Tecnología de la Información, 1980.